# Volkszählung in Brasilien 2010
Die Volkszählung in Brasilien 2010 (port.: Censo demográfico do Brasil de 2010, XII Recenseamento Geral do Brasil) war die 12. Volkszählung in Brasilien. Sie wurde vom Instituto Brasileiro de Geografia e Estatística (IBGE) durchgeführt und hatte zum Ziel, die brasilianische Bevölkerung und ihre sozioökonomischen Merkmale darzustellen und gleichzeitig die Grundlage für alle öffentlichen und privaten Planungen für das Jahrzehnt 2010–2020 zu bilden.
Die Vorbereitungsphase begann im Jahr 2007, und die Arbeiten wurden 2008 intensiviert. Die Hauptphase der Datenerhebung fand im August, September und Oktober 2010 statt. Mehr als 190.000 Zähler besuchten 67,6 Millionen Haushalte in den 5.565 Gemeinden Brasiliens. Die Daten wurden im Dezember 2010 veröffentlicht.
Bei dieser Volkszählung wurden neue Technologien eingesetzt, die es ermöglichten, die erste digitale Volkszählung der Welt durchzuführen. Für diese Arbeit wurde das IBGE 2011 von der UNESCO mit dem NetExplorateur-Preis ausgezeichnet.

## Ergebnisse

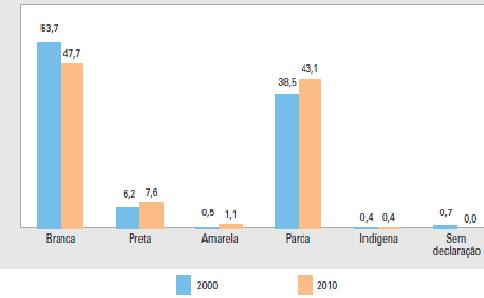
Verteilung der brasilianischen Bevölkerung nach Hautfarbe und Ethnie – IBGE

- Verteilung der brasilianischen Bevölkerung nach Hautfarbe und Ethnie – IBGEAllgemeine Merkmale (Farbe, Geschlecht, Haushalt, Altersgruppe)

Die endgültigen Ergebnisse zeigten, dass die brasilianische Bevölkerung 190.755.799 Einwohner erreicht hatte, 51 Prozent waren Frauen und 84,4 Prozent lebten in städtischen Gebieten.

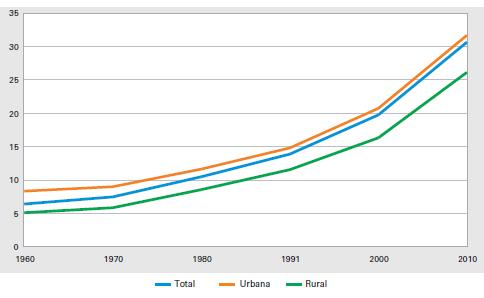
Alterungsindex der brasilianischen Bevölkerung 1960–2010 – IBGE

Der Anteil der weißen Bevölkerung war von 53,7 Prozent im Jahr 2000 auf 47,7 Prozent im Jahr 2010 gesunken und die brasilianische Bevölkerung war älter geworden. Die Alterungsrate der Bevölkerung war von 19,8 Prozent im Jahr 2000 auf 30,7 Prozent im Jahr 2010 angestiegen.
- Religion

Die Volkszählung 2010 ergab auch, dass die Zahl der Evangelikalen in Brasilien 22,2 % der Bevölkerung (42,3 Millionen Menschen) ausmachte, was einem Anstieg von 6,8 % gegenüber der Volkszählung 2000 entspricht. Die katholische Bevölkerung ist nach wie vor die größte im Land (64,6 Prozent oder 123,2 Millionen Menschen), was einem Rückgang von 9 Prozent gegenüber 2000 entspricht.
- Menschen mit Behinderungen

Bei der Volkszählung 2010 wurde versucht, die Gesamtheit der Brasilianer mit mindestens einer der von der Weltgesundheitsorganisation (WHO) definierten Arten von Behinderungen zu erfassen: körperliche Behinderungen (Seh-, Hör- und motorische Behinderungen) sowie geistige oder psychische Behinderungen. Für die Erhebung wurden die von der Washingtoner Gruppe für Behindertenstatistik (Washington Group on Disability Statistics) definierten Kriterien herangezogen.
Die Ergebnisse zeigen, dass 23,9 Prozent der brasilianischen Bevölkerung (45,6 Millionen Menschen) mindestens eine der untersuchten Behinderungen haben.

## Bevölkerung nach Bundesstaaten
Die Volkszählung 2010 ergab, dass mehr als 42 Prozent der brasilianischen Bevölkerung immer noch im Südosten des Landes leben, was bereits bei der Volkszählung 2000 festgestellt worden war.
| Rang | Bundesstaaten       | Bevölkerung (2000) | Bevölkerung (2010) | Wachstum in % |
| ---- | ------------------- | ------------------ | ------------------ | ------------- |
| 1    | São Paulo           | 36.969.476         | 41.262.199         | 11,6          |
| 2    | Minas Gerais        | 17.866.402         | 19.597.330         | 9,6           |
| 3    | Rio de Janeiro      | 14.367.083         | 15.989.929         | 11,2          |
| 4    | Bahia               | 13.066.910         | 14.016.906         | 7,2           |
| 5    | Rio Grande do Sul   | 10.181.749         | 10.693.929         | 5,0           |
| 6    | Paraná              | 9.558.454          | 10.444.526         | 9,2           |
| 7    | Pernambuco          | 7.911.937          | 8.796.448          | 11,1          |
| 8    | Ceará               | 7.418.476          | 8.452.381          | 13,9          |
| 9    | Pará                | 6.189.550          | 7.581.051          | 22,4          |
| 10   | Maranhão            | 5.642.960          | 6.574.789          | 16,5          |
| 11   | Santa Catarina      | 5.349.580          | 6.248.436          | 16,8          |
| 12   | Goiás               | 4.996.439          | 6.003.788          | 20,1          |
| 13   | Paraíba             | 3.439.344          | 3.766.528          | 9,5           |
| 14   | Espírito Santo      | 3.094.390          | 3.514.952          | 13,5          |
| 15   | Amazonas            | 2.813.085          | 3.483.985          | 23,8          |
| 16   | Rio Grande do Norte | 2.771.538          | 3.168.027          | 14,3          |
| 17   | Alagoas             | 2.819.172          | 3.120.494          | 10,6          |
| 18   | Piauí               | 2.841.202          | 3.118.360          | 9,7           |
| 19   | Mato Grosso         | 2.502.260          | 3.035.122          | 21,2          |
| 20   | Distrito Federal    | 2.043.169          | 2.570.160          | 25,7          |
| 21   | Mato Grosso do Sul  | 2.074.877          | 2.449.024          | 18,0          |
| 22   | Sergipe             | 1.781.714          | 2.068.017          | 16,0          |
| 23   | Rondônia            | 1.377.792          | 1.562.409          | 13,3          |
| 24   | Tocantins           | 1.155.913          | 1.383.445          | 19,6          |
| 25   | Acre                | 557.226            | 733.559            | 31,6          |
| 26   | Amapá               | 475.843            | 669.526            | 40,7          |
| 27   | Roraima             | 324.152            | 450.479            | 38,9          |

## Bevölkerung nach Regionen
| Rang      | Große Regionen      | Bevölkerung (2000) | Bevölkerung (2010) | Wachstum in % |
| --------- | ------------------- | ------------------ | ------------------ | ------------- |
| 1         | Região Sudeste      | 72.297.351         | 80.364.410         | 11,1          |
| 2         | Região Nordeste     | 47.693.253         | 53.081.950         | 11,2          |
| 3         | Região Sul          | 25.089.783         | 27.386.891         | 9,1           |
| 4         | Região Norte        | 12.893.561         | 15.864.454         | 23,0          |
| 5         | Região Centro-Oeste | 11.616.745         | 14.058.094         | 21,0          |
| Insgesamt | Brasilien           | 169.590.693        | 190.755.799        | 12,4          |